# 剛果河橋鱨
剛果河橋鱨，為輻鰭魚綱鯰形目脂鱨科的其中一種，為熱帶淡水魚，分布於非洲剛果河、盧阿拉巴河流域，體長可達43公分，棲息在底層水域，生活習性不明。